# Pietro de la Mula
Pietro de la Mula o in occitano Peire de la Mula (fl. 1200 circa) è stato un trovatore molto probabilmente italiano, di cui un sirventes e pochi versi contenuti in due componimenti sono tutto ciò che resta dei suoi scritti.
Secondo il biografo della sua vida, era un menestrello e trobaire (trovatore) che si è fermato per lungo tempo nel Monferrato, Cortemilia e Piemonte alla corte di Ottone Del Carretto (fl. 1190–1233). Questo colloca l'attività di Pietro prima del 1209, allorché Ottone perse Cortemilia.
È stato suggerito che il cognome di Pietro potrebbe essere un errore di trascrizione, de la Mula per de Lamula, dato che ci sono diversi luoghi noti chiamati Lamula o da Lama. Può essere anche una corruzione di de l'Amola, indicante le origini da Amola, una cittadina nel Frignano, dove nell'alto medioevo si faceva esistere una località chiamata Mulum, a sud-est di Mantova, da dove può aver tratto origine il nome di famiglia "Mula", anche se permane la carenza di altre fonti che lo possano confermare. Ci fu anche un poeta chiamato soltanto "Mola", che scambiò alcune strofe con Guilhem Raimon, e che potrebbe essere lo stesso Pietro de la Mula, ma che è anche stato identificato con il giullare Tremoleta.

## Opere
Dels joglars servir mi laisse
L'opera rimastaci per intero di Pietro, Dels joglars servir mi laisse, è un sirventes joglaresc, ovvero un sirventese che oltraggia i menestrelli (joglars), i quali "si riproducono come leprotti". I menestrelli (meri esecutori) sono nel settore per denaro, ma i trovatori (compositori), secondo il parere di Pietro, sono meritevoli di onore. Per il suo sirventes Pietro ha imitato il metro della Er quant s'emba.l foill del fraisse di Raimbaut d'Aurenga, o, altrimenti, sarebbe stato influenzato metricamente e ritmicamente dai lavori di Giraut de Bornelh.
Una leig vei d'escuoill
Altra lavoro di Pietro, Una leig vei d'escuoill, è anche un attacco condotto contro i menestrelli (joglars), i quali, ai suoi tempi, stavano portando la loro "insolenza" oltre le Alpi alla presenza dei pros (signori) d'Italia. Pietro si riferisce in questo lavoro sia ai menestrelli bretoni (Bretz) che a quelli normanni (Normans).
La de razon no.m cal metre en pantais
Alcuni versi di uno dei lavori rimasti di Pietro, Ia de razon no.m cal metr'en pantais, possono essere datati prima del 1185, sulla scorta di un riferimento a Androin(e), vale a dire, Andronico I Comneno, morto in quest'anno. È uno scritto contro il ricco giovane.